# Louis Darques
Louis Darques, (né le 8 juin 1896 à Saint-Ouen et mort le 18 février 1984 à Bobigny), est un footballeur international français qui évoluait au poste de milieu de terrain.

## Carrière
|  |

- JA Saint-Ouen ( France)
- Olympique de Paris ( France)
- Red Star Olympique ( France)
- Club français ( France)

## Palmarès
- Vainqueur de la Coupe de France : 1918
- 9 sélections en équipe de France A, 1 but (1919-1923)